# Adolf Eugène von Rosen
Adolf Eugène von Rosen (født 31. december 1797 i Malmö, Sverige, død 17. september 1886 i Stockholm, Sverige), var en svensk greve, jernbanebygger og oberst.

## Familie
Han var søn af en rigsråd og far til kunstneren Georg von Rosen. Han er begravet på Galärvarvets Kyrkogård i Stockholm.

## Uddannelse
Han blev student i 1812 og herefter kadet i søværnet.

## Karriere
- I 1814 deltog han i det norske felttog som underofficer
- I 1816-1817 var han adjudant i orlogsflåden
- I 1820 var han i britisk tjeneste og vendte tilbage til Sverige i 1822 om blev løjtnant[2]

Siden blev han premierløjtnant og varetog stillingen som dajudant hos Norges rigsstatholder.